# アクシデントマン:ヒットマンズホリデー
『アクシデントマン：ヒットマンズホリデー』（原題: Accident Man: Hitman's Holiday）は、2022年に製作された米国、英国の映画。パット・ミルズとトニー・スキナーによるコミックを元に作られ、ジェシー・V・ジョンソンが監督したアクシデントマンの続編。主な出演者はスコット・アドキンス、レイ・スティーヴンソン。マルタのバレッタで撮影された。日本では2023年8月2日に配信が開始された。

## ストーリー
事故死に見せかけて標的を暗殺する殺し屋のマイク・ファロンは前作の一件の後、マルタに移住して香港出身の女格闘家スー・リンに稽古を付けてもらいながら殺し屋稼業を続ける。ネットで知り合った女性を追いかけてマルタにやって来たかつての同僚フレッドと再会したマイクは、彼と手を組んで殺しの仕事を請け負う。2人で荒稼ぎするマイクとフレッドだったが、マルタ島のコーサ・ノストラの女ボス、ズーザー夫人に捕まってしまう。
ズーザー夫人は息子で跡継ぎのダンテがマイクと同じ手口で暗殺されかけたと主張し、マイクにダンテを狙う殺し屋たちを一掃しなければフレッドを殺すと脅迫する。マイクはかつての師であるビッグ・レイと再会し、マイクの手口を真似たのが彼である事、そしてダンテに多額の懸賞金がかけられている事を知る。
マイクにビジネスを潰された事を恨むビッグ・レイ、死の天使ことフレヤ、ヴァンパイアを自称するイェンディ、サンフランシスコの絞殺者ことサイラス、殺人ピエロのポコ、そして最強の殺し屋オユミがマイクとダンテに襲い掛かる。

## キャスト
| 役名                   | 俳優                       | 日本語吹替 |
| ---------------------- | -------------------------- | ---------- |
| マイク・ファロン       | スコット・アドキンス       | 土田大     |
| ビッグ・レイ           | レイ・スティーヴンソン     | 東和良     |
| フィニッキー・フレッド | ペリー・ベンソン           | 野川雅史   |
| スー・リン             | サラ・チャン               |            |
| ダンテ・ズーザー       | ジョージ・フォーエイカーズ |            |
| ズーザー夫人           | フラミニヤ・チンクェ       | 渡辺ゆかり |
| フレヤ・デュ・プリー   | ザラ・フィシアン           |            |
| イェンディ             | ファイサル・ムハンマド     |            |
| サイラス               | ピーター・リー・トーマス   |            |
| ポコ                   | ボウ・ファウラー           | 石黒史剛   |
| オユミ                 | アンディー・ロング・グエン |            |